# Concepció Tarruella i Tomàs
Concepció Tarruella i Tomàs   (Benavent de Segrià, 10 de desembre de 1949 - 27 de març de 2024) fou una política catalana, diputada al Parlament de Catalunya en la IV i VI Legislatures i al Congrés dels Diputats en la IX i X Legislatures. Va ser delegada territorial del Departament de Justícia a Lleida i portaveu de Convergència i Unió (CiU) a la Paeria.

## Biografia
Diplomada en infermeria per l'Escola Universitària Santa Maria de Lleida i en sanitat per l'Institut Carles III de Madrid, va treballar com a coordinadora dels dispensaris municipals dels barris dels Magraners, la Bordeta, i Pardinyes. De 1984 a 1988 fou presidenta del Col·legi Professional de Diplomats en Infermeria de Lleida i vicetresorera del Consell Català de Col·legis Professionals d'Infermeria. De 1989 a 1992 fou cap d'àrea de Serveis Socials de la Diputació de Lleida.
Militant d'Unió Democràtica de Catalunya, fou escollida diputada a les eleccions al Parlament de Catalunya de 1992, i va ser secretària de la Comissió d'Estudi sobre la Situació a Catalunya de la Immigració de Treballadors Estrangers, vicepresidenta de la Comissió d'Estudi de les Dificultats de la Utilització del Llenguatge de Signes, i vicepresidenta de la Comissió d'Estudi sobre la Sida. El 1994 renuncià al seu escó quan fou nomenada directora general d'Atenció a la Infància, càrrec que va ocupar fins a 1997. De 1997 a 1999 fou delegada territorial del Departament de Justícia a Lleida i membre del Consell de l'Audiovisual de Catalunya.
Fou elegida novament diputada a les eleccions al Parlament de Catalunya de 1999, i va ser vicepresidenta de la Comissió de Control Parlamentari de l'Actuació de la Corporació Catalana de Ràdio i Televisió i de les Empreses Filials. Després fou paera de Lleida (2004-2007) i diputada a les eleccions generals espanyoles de 2008 i 2011. Després d'esgotar la legislatura, el 2015, i coincidint amb la desaparició de CiU, va posar punt final a la seua trajectòria política i es va centrar en la tasca social com a impulsora i dirigent de la Fundació Esclerosi Múltiple.